# داویده سانتون
داویده سانتون (ایتالیایی: Davide Santon؛ زادهٔ ۲ ژانویهٔ ۱۹۹۱) بازیکن سابق فوتبال اهل ایتالیا است.

## دوران باشگاهی
سانتون در چهارده سالگی از تیم راونا به سیستم جوانان اینتر پیوست. او قبل از بازی به عنوان دفاع کناری در پست بال بازی می‌کرد. بعد از کمک به اینتر پریماورا در قهرمانی فصل ۲۰۰۷–۲۰۰۶ در فصل ۲۰۰۹–۲۰۰۸ به تیم بزرگسالان فراخوانده شد. خوزه مورینیو برای اولین بار در بازی برابر پاناتینایکوس در لیگ قهرمانان در لیست ۱۸ نفره قرار داد. سانتون در روز ۱۲ ژانویه ۲۰۰۹ برای اولین بار یک بازی را به‌طور کامل برای اینتر انجام داد و چهار روز بعد برابر سمپدوریا برای اولین بار در سری‌آ به میدان رفت. او اولین تجربهٔ اروپاییش را در تساوی خانگی برابر منچستریونایتد در رویارویی مستقیم با کریستیانو رونالدو کسب کرد و او را کاملاً از بازی محو نمود. خود رونالدو گفت: من تحت تأثیر سانتون قرار گرفتم، او واقعاً جوان شگفت‌آور و بازیکن بزرگی است. مورینیو هم شخصیت و تاکتیک‌پذیری سانتون را ستود. پس از آن سانتون ۱۳ بازی را از ابنتدا و دوبازی را به عنوان بازیکن جانشین انجام داد و اولین جامش را بدست آورد. مارچلو لیپی مربی سابق ایتالیا نیز گفته بود که سانتون مرا به یاد پائولو مالدینی جوان می‌اندازد.
در فصل ۲۰۱۰–۲۰۰۹ سانتون اوین بازیش را در هفته سوم برابر پارما انجام داد ولی در بازی‌های ملی مصدوم شد و در ژانویه به میادین بازگشت ولی مصدومیت قبلی باز هم گریبانگیرش شد و او را مجبور به عمل جراحی کرد

## تیم ملی
او در سال ۲۰۰۷ برای تیم زیر ۱۶ ساله‌های ایتالیا برابر اسلوونی به میدان رفت و گلزنی کرد. در ۳۱ مارس ۲۰۰۹ در بازی دوستانه برابر هلند برای تی زیر ۲۱ ساله‌ها بازی کرد. در سن ۱۸ سالگی و در تاریخ ۶ ژوئن ۲۰۰۹ برای اولین بار با پیراهن آتزوری در بازی برابر ایرلند شمالی به میدان رفت و تحسین همگان را برانگیخت. لیپی او را برای جام کنفدراسیونهای ۲۰۰۹ دعوت کرد ولی مصدومیت به او اجازه بازی در جام جهانی را نداد.

## افتخارات
جام باشگاه‌های اروپا: ۲۰۱۰–۲۰۰۹
سری‌آ: ۲۰۰۹–۲۰۰۸ و ۲۰۱۰–۲۰۰۹
کوپا ایتالیا: ۲۰۱۰–۲۰۰۹